# Schiffnerula trematis
Schiffnerula trematis är en svampart som beskrevs av Syd. 1930. Schiffnerula trematis ingår i släktet Schiffnerula och familjen Englerulaceae.   Inga underarter finns listade i Catalogue of Life.